# دیتمار کلینگر
دیتمار کلینگر (انگلیسی: Dietmar Klinger؛ زادهٔ ۸ ژانویهٔ ۱۹۵۸) بازیکن فوتبال اهل آلمان است.
از باشگاه‌هایی که در آن بازی کرده‌است می‌توان به باشگاه فوتبال اوردینگن ۰۵، باشگاه فوتبال روت‌وایس اسن، و باشگاه فوتبال شوارتز-وایس اسن اشاره کرد.